# 紀元前369年
紀元前369年（きげんぜん369ねん）は、ローマ暦の年である。
当時は、「フィデナス、キクリヌス、コッスス、コルネリウス、キンキナトゥス、アンブストゥスが執政武官に就任した年」として知られていた（もしくは、それほど使われてはいないが、ローマ建国紀元385年）。紀年法として西暦（キリスト紀元）がヨーロッパで広く普及した中世時代初期以降、この年は紀元前369年と表記されるのが一般的となった。

## 他の紀年法
- 干支 : 壬子
- 日本
  - 皇紀292年
  - 孝安天皇24年
- 中国
  - 周 - 烈王7年
  - 秦 - 献公16年
  - 晋 - 孝公20年
  - 楚 - 宣王元年
  - 斉 - 桓公6年
  - 燕 - 桓公4年
  - 趙 - 成侯6年
  - 魏 - 恵王元年
  - 韓 - 懿侯6年
- 朝鮮
  - 檀紀1965年
- ベトナム :
- 仏滅紀元 : 176年
- ユダヤ暦 :

## できごと

### ギリシア
- テーバイのエパメイノンダスは、マンティネイアを脅かしていたスパルタ軍を駆逐した後、南進し、それまで敵軍が越えたことのなかったスパルタの国境のエウロタス川 (Eurotas River) を渡った。テーバイと同盟者たちが周辺のラコニア一帯を略奪する中、スパルタ人たちは、テーバイの大軍との戦闘を避けて都市に立てこもった。
- エパメイノンダスは、いったんアルカディアに立ち戻り、すぐさま再び南進し、200年ほど前にスパルタが征服していたメッセニアに進軍した。エパメイノンダスはここで、イトメ山 (Mount Ithome) にかつて存在した都市メッセネ (Messene) の再建に着手し、当時のギリシアにおいて最も強力な城塞化を施した。その上で、エパメイノンダスは、ギリシア全土のメッセニア人の亡命者たちに、故地へ帰還し、その再建にあたることを呼びかけた。スパルタの支配領域の3分の1にあたり、ヘイロタイ（奴隷）人口の半分を擁したメッセニアを失ったことは、スパルタにとって大きな打撃となった。
- テーバイに帰還したエパメイノンダスに対して、政敵たちは、エパメイノンダスが法の定めより長すぎる期間にわたって軍の指揮をとり続けたとして裁判に訴えられた。この訴えは正当なものと認められたが、エパメイノンダスは、自らの行動がテーバイや同盟者たちを守り、スパルタの勢力を削ぐために必要であったと、テーバイ市民を説得した。結局、エパメイノンダスは無罪となった。
- 今や強国となったテーバイに対抗して勢力均衡を図るため、アテナイはスパルタの支援要請を受け入れ、永く宿敵であったスパルタと同盟関係を結んだ。
- マケドニア王アミュンタス3世が死去し、長男アレクサンドロス2世 が即位した。若き王は北西からのイリュリア勢の侵攻と、王位を要求して蜂起し、たちまちいくつかの町を陥れて皇太后エウリュディケ1世 (Eurydice I) を脅かしたパウサニアスによる東からの攻撃に、同時に晒された。マケドニアの海岸沿いに航行しアンフィポリスを奪還したアテナイの将軍イフィクラテースの支援を受け、アレクサンドロスは敵を打ち負かした。
- フェライのアレクサンドロスがテッサリアの僭主となった。アレクサンドロスの圧政に対し、ラリサのアレウアダエ一族は、マケドニア王アレクサンドロス2世に援助を求めた。アレクサンドロス2世はラリサやそのたいくつかの都市を支配下に収めたが、事前の約束に反してマケドニア軍の守備隊をそれぞれの都市に置いた。この動きは、テーバイの敵対的反発を呼び、テーバイの将軍ペロピダスによってマケドニア軍はテッサリアから駆逐された。
- ペロピダスは、アレクサンドロス2世に対し、従わなければアレクサンドロスの義弟にあたるアロロスのプトレマイオス (en:Ptolemy of Aloros) を支持すると脅しをかけ、アテナイとの同盟を破棄させ、テーバイ方に就かせた。この新たな同盟関係の一環として、アレクサンドロス2世は人質の解放を余儀なくされ、自分の弟で後にギリシア全土を征服するピリッポスもこのとき解放された。
- クレオメネス2世が兄である先王アゲシポリス2世を継いで、アギス朝のスパルタ王となった。

### 中国
- 周の烈王が死去し、顕王が即位した。
- 魏の混乱を見て、韓の懿侯と趙の成侯は共同で出兵し、濁沢で魏軍を撃破し、魏を包囲した。魏の国君に罃と公子中緩のどちらを立てるかをめぐって、韓と趙の意見は対立し、両軍は撤退した。罃（恵王）は公子中緩を殺して即位した。

## 死去
- アミュンタス3世、マケドニア王
- テアイテトス (Theaetetus)、アテナイの数学者（* 紀元前417年ころ）
- 烈王、周の王